# Zbigniew Niemczycki
Zbigniew Marian Niemczycki (ur. 23 stycznia 1947 w Nisku) – polski przedsiębiorca, od kilkunastu lat znajdujący się na liście 100 najbogatszych Polaków tygodnika „Wprost”. Jego majątek szacuje się na 1,7 mld zł.

## Życiorys
Uczęszczał do Liceum Ogólnokształcącego im. Komisji Edukacji Narodowej w Stalowej Woli, gdzie złożył egzamin maturalny w 1965. W latach 70. był kierownikiem klubu studenckiego. Był konferansjerem (prowadził koncerty, przede wszystkim Zdzisławy Sośnickiej) i pracował w Polskim Radiu. Poprowadził jeden z koncertów w ramach 15. Krajowego Festiwalu Piosenki Polskiej w Opolu. Po wyjeździe do USA pracował jako fotomodel, pomocnik elektryka w firmie Texaco Electronics  i menedżer w wytwórni muzycznej TRC Records, w której zajmował się promowaniem polskich wykonawców, w tym Krzysztofa Krawczyka.
Jest właścicielem Curtis International – firmie działającej m.in. na rynku farmaceutycznym (Curtis Healthcare), lotniczym (White Eagle Aviation), RTV (Curtis Electronics), budowlanym (Curtis Construction) i hotelarskim (hotel „Bryza” w Juracie) – oraz założycielem i prezesem Fundacji „Polskie Orły”. Jest prezesem zarządu Polskiej Rady Biznesu i wiceprezesem Rady Głównej Business Centre Club. Był organizatorem corocznego pikniku lotniczego w Góraszce. Wchodzi w skład Komitetu Wspierania Muzeum Historii Żydów Polskich Polin w Warszawie.
Posiada licencję pilota cywilnego. Żonaty z Katarzyną Frank, z którą ma trzech synów.

### Miejsce na liście najbogatszych Polaków „Wprost”[13]
- 2017 – miejsce 17 (1,8 mld zł)
- 2016 – miejsce 10 (1,8 mld zł)
- 2015 – miejsce 14 (1,8 mld zł)
- 2014 – miejsce 14 (1,8 mld zł)
- 2013 – miejsce 12 (1,7 mld zł)
- 2012 – miejsce 10 (1,7 mld zł)
- 2011 – miejsce 12 (1,65 mld zł)
- 2010 – miejsce 20 (1,15 mld zł)
- 2009 – miejsce 24 (0,9 mld zł)
- 2008 – miejsce 48 (0,6 mld zł)
- 2007 – miejsce 43 (0,6 mld zł)
- 2006 – miejsce 25 (0,75 mld zł)
- 2005 – miejsce 26 (0,6 mld zł)
- 2004 – miejsce 25 (0,55 mld zł)
- 2003 – miejsce 30 (0,45 mld zł)
- 2002 – miejsce 11 (0,82 mld zł)
- 2001 – miejsce 19
- 2000 – miejsce 8
- 1999 – miejsce 8
- 1998 – miejsce 6
- 1997 – miejsce 4
- 1996 – miejsce 3
- 1995 – miejsce 3
- 1994 – miejsce 4
- 1993 – miejsce 1
- 1992 – miejsce 1
- 1991 – miejsce 4
- 1990 – miejsce 5

## Odznaczenia i nagrody
- Krzyż Oficerski Orderu Odrodzenia Polski (2015)[14][15]
- Krzyż Kawalerski Orderu Odrodzenia Polski (1998)[16]
- Krzyż Komandorski Orderu Św. Grzegorza z Gwiazdą II Klasy (1992)
- Tytuły Businessman Roku (1991)[17] oraz Lider Polskiego Biznesu[potrzebny przypis]
- Medal Solidarności Społecznej (2013)[18]
- Oskar Serca, przyznawany przez Fundację Rozwoju Kardiochirurgii
- Tytuł Honorowego Obywatela Miasta Stalowa Wola (6 września 2002)[19]
- Tytuł Honorowego Obywatela Miasta Mławy (6 grudnia 2011)